# 'Nnammuratella 'e maggio/'E stelle m'hanno ditto
'Nnamuratella 'e maggio/'E stelle m'hanno ditto, pubblicato nel 1959, è un singolo del cantante italiano Mario Trevi.

## Tracce
Lato A
- 'Nnamuratella 'e maggio (Armando De Gregorio-Albano)[1]

Lato B
- 'E stelle m'hanno ditto (D'Alessio-Ruocco)[2]

Direzione arrangiamenti: M° Mario De Angelis

## Incisioni
Il singolo fu inciso su 78 giri, con marchio Durium- serie Royal (PR 101 - PR 102), e su 45 giri, con marchio Durium- serie Royal (QCN 1051)